# Mikroskopowe zapalenie naczyń
Mikroskopowe zapalenie naczyń (łac. polyangiitis microscopica, ang. microscopic polyangiitis) – choroba zaliczana do pierwotnych układowych zapaleń naczyń dotycząca małych naczyń krwionośnych tętniczych, żylnych i włosowatych. Zapalenie to przebiega z martwicą ścian zajętych naczyń i powoduje kłębuszkowe zapalenie nerek oraz uszkodzenie włosowatych naczyń płucnych. Etiologia mikroskopowego zapalenia naczyń nie jest znana. Chorobę opisał w 1923 Friedrich Wohlwill.

## Epidemiologia
Choroba jest bardzo rzadka i dotyczy głównie starszych osób. Zachorowalność w Europie wynosi około 3–11 przypadków na milion obywateli w zależności od kraju.

## Objawy
- gorączka
- chudnięcie
- bóle mięśniowo-stawowe
- niewydolność nerek
- duszność
- krwioplucie
- plamica skóry

## Badania diagnostyczne
- W badaniach laboratoryjnych krwi można stwierdzić wzrost wskaźników stanu zapalnego (OB i CRP), niedokrwistość, wzrost stężenia kreatyniny i mocznika w surowicy krwi, obecność przeciwciał przeciw cytoplazmie neutrofilów (MPO-ANCA i PR3-ANCA)[3]. W badaniu moczu stwierdza się białkomocz i krwinkomocz.
- W badaniu rentgenowskim i tomokomputerowym klatki piersiowej można stwierdzić zmiany charakterystyczne dla rozlanego krwawienia pęcherzykowego.
- W badaniu histologicznym wycinka płuca stwierdza się zmiany zapalne ścian naczyń krwionośnych, cechy krwawienia do pęcherzyków płucnych, martwicę ścian pęcherzyków płucnych, nacieki z neutrofilów. W nerkach pod mikroskopem stwierdza się natomiast obraz ogniskowego segmentalnego kłębuszkowego zapalenia naczyń, widoczne są cechy martwicy. Zmiany w badaniu histologicznym stwierdza się również w skórze.

## Przebieg choroby
Może być zmienny i składać się z faz nawrotów i remisji. Zdarza się również przebieg gwałtowny z szybkim uszkodzeniem płuc i nerek. Rokowanie jest najgorsze w przypadku zajęcia naczyń krwionośnych nerek, serca i centralnego układu nerwowego.

## Rozpoznanie
Chorobę rozpoznaje się na podstawie objawów oraz badania histologicznego wycinków z nerek, płuc lub skóry. Pomocne może być także oznaczenie miana przeciwciał MPO-ANCA – wysokie miano przemawia za rozpoznaniem mikroskopowego zapalenia naczyń.

## Leczenie
- stosuje się leki immunosupresyjne:
  - glikokortykosteroidy
  - cyklofosfamid
  - metotreksat
- ponadto zastosowanie w leczeniu mikroskopowego zapalenia naczyń znajdują:
  - immunoglobuliny
  - plazmafereza
  - leczenie nerkozastępcze
- prowadzone są badania kliniczne mające na celu określenie skuteczności stosowania przeciwciał monoklonalnych skierowanych przeciwko TNF-alfa w leczeniu mikroskopowego zapalenia naczyń i innych układowych zapaleń naczyń z obecnością ANCA[4].